# Centro storico di Mazara del Vallo

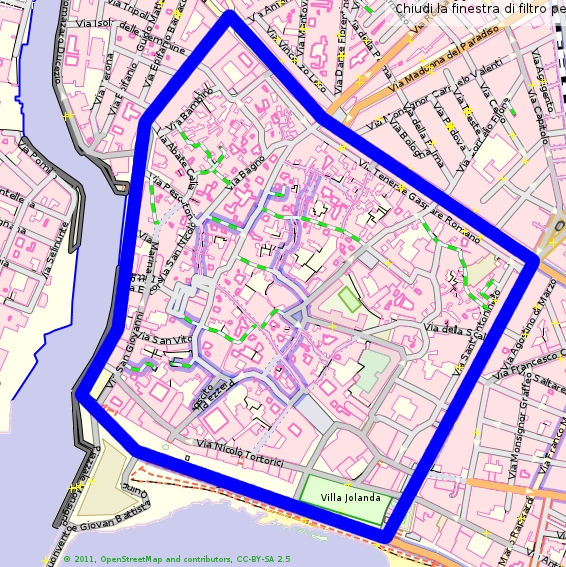
Delimitazione del centro storico

Il centro storico di Mazara del Vallo è un quadrilatero il cui lato sud è prospiciente il mare, il lato ovest limitrofo al fiume Mazaro e, in parte, alla via Gian Giacomo Adria. I lati nord ed est si affacciano su due principali vie cittadine: Via Vittorio Veneto e Corso Umberto I.
Un tempo era racchiuso all'interno delle mura normanne. La sua parte più antica ha i tratti tipici dei quartieri a impianto urbanistico islamico tipico delle medine, chiamato Kasbah, con le viuzze strette e tortuose, rappresenta una delle pochissime testimonianze architettoniche rimaste della presenza araba in Sicilia e in Italia.

## Storia
Il geografo arabo Edrisi verso la metà del XII Secolo descrive così Mazara:
(Edrisi, traduzione a cura di Michele Amari)
Il primo nucleo urbano tuttavia non si formò durante la dominazione araba, ma parecchi secoli prima.

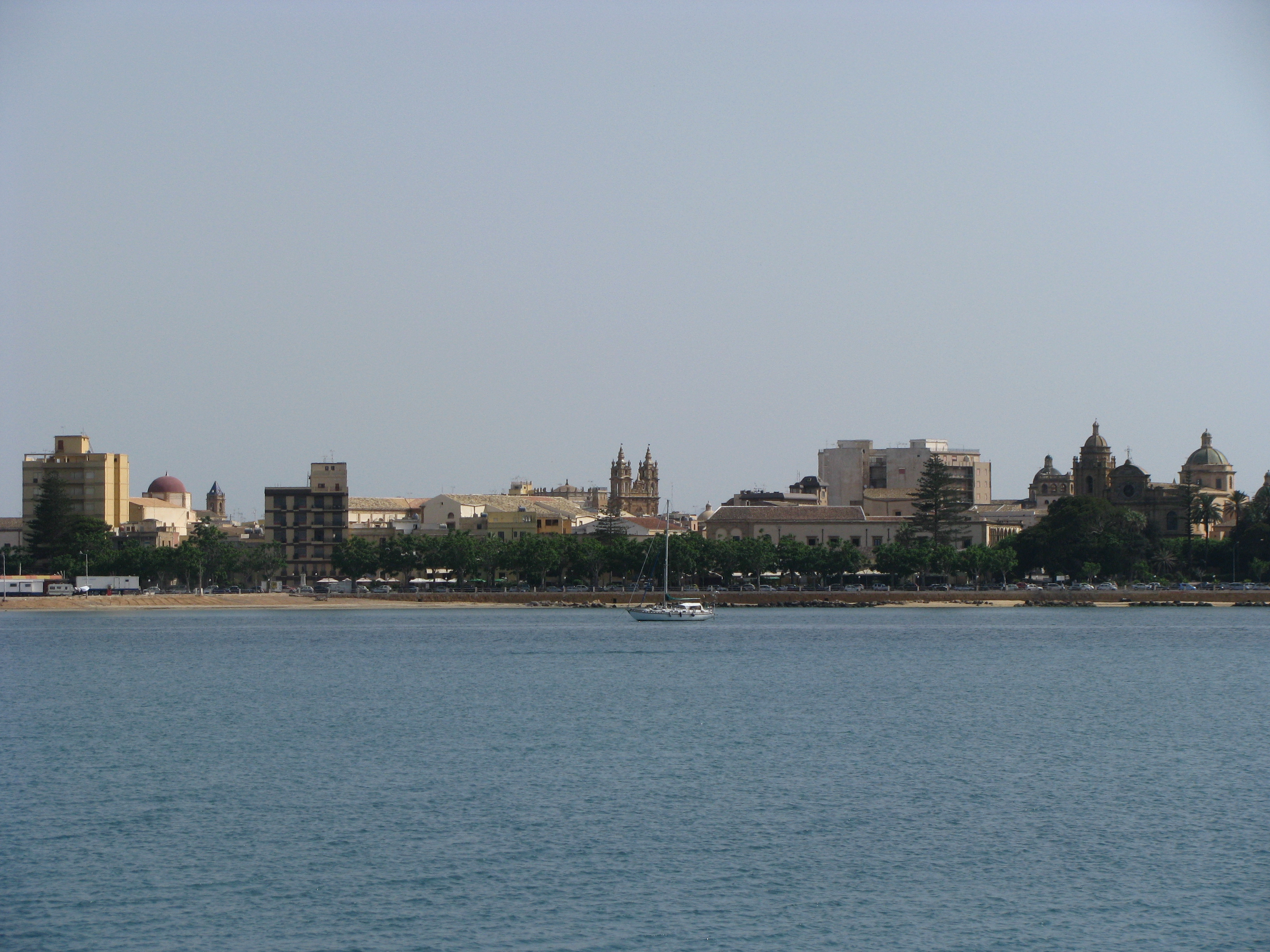
Panorama del centro storico di Mazara visto dal mare

Infatti sin dal periodo fenicio il fiume veniva utilizzato come approdo, i Cartaginesi lo chiamarono Mazar, che nella loro lingua significava limite, termine, confine, poiché il fiume Mazaro costituiva il confine tra loro e i Greci. Ma furono questi ultimi a creare il primo nucleo urbano e chiamarono la città con lo stesso nome del fiume.
La sponda orientale del fiume Mazaro veniva utilizzata dalla città greca di Selinunte per l’approdo delle imbarcazioni e per il carico e lo scarico delle mercanzie. Lo scalo era costituito dall’attuale Piazza Regina, un ampio spazio sterrato e fangoso in cui trovavano posto anche le imbarcazioni tirate a secco. La parte terminale dell'antico scalo, corrispondente all'ansa del fiume, prende ancora oggi il nome di piazzetta dello Scalo. All'apice invece si formò inizialmente un accampamento, su di esso poi furono costruiti i primi fabbricati corrispondenti a quelli prospicienti l'attuale via dei Pescatori e piazzetta Bagno. Quest'ultima piazzetta infatti ha ancora una conformazione che richiama quella del piazzale di un accampamento. Per gli avvistamenti veniva utilizzato il punto più alto della vicina rocca, corrispondente all’attuale piazza Ettore Ditta.
Mazara “quando Selinunte era in piedi, era un picciolo Castelletto, dove si faceva la fiera del grano in su la riva del fiume, o dello stagno del medesimo nome”. Nella successiva epoca romana, sul posto fu costruita una villa di cui sono rimasti i mosaici che possono ancora essere ammirati. Sulla villa romana fu poi costruita dagli arabi una moschea, trasformata successivamente in epoca normanna nell’attuale chiesa di San Nicolò Regale.
Dal primo nucleo urbano si dipartivano le prime vie: l'attuale via Bagno verso Lilibeo e l'attuale via Paolo Ferro che portava a un largo pianoro costituito ora dalla piazzetta Immacolata, connessa con la già citata piazza Ettore Ditta, e dalla piazza Chinea. Da questo punto si dipartivano le principali arterie: l’attuale via Porta Palermo che congiungendosi con la via Bagno portava verso Lilibeo e l’attuale via Garibaldi verso Selinunte.
Su questo primo nucleo via via si è sviluppato tutto il centro storico di origine araba con la formazione di numerose viuzze strette e tortuose, come ad esempio via Pilazza, via Goti, vicolo Giattino, vicolo degli Aragonesi, via del Turco, via San Francesco, via della Barca, via Bambino, vicolo del Vento, via Carlo Agostino. Con lo sviluppo della città furono costruite anche numerose moschee. Tuttavia di tutte le moschee costruite all'epoca non ne è rimasta nemmeno una in quanto sono state poi rifatte con stili architettonici diversi, normanno o barocco, e riconvertite in luogo di culto cattolico. La particolarità del centro storico di Mazara del Vallo consiste ora in un numero rilevante di chiese cattoliche inserite in un tessuto urbanistico di matrice islamica.

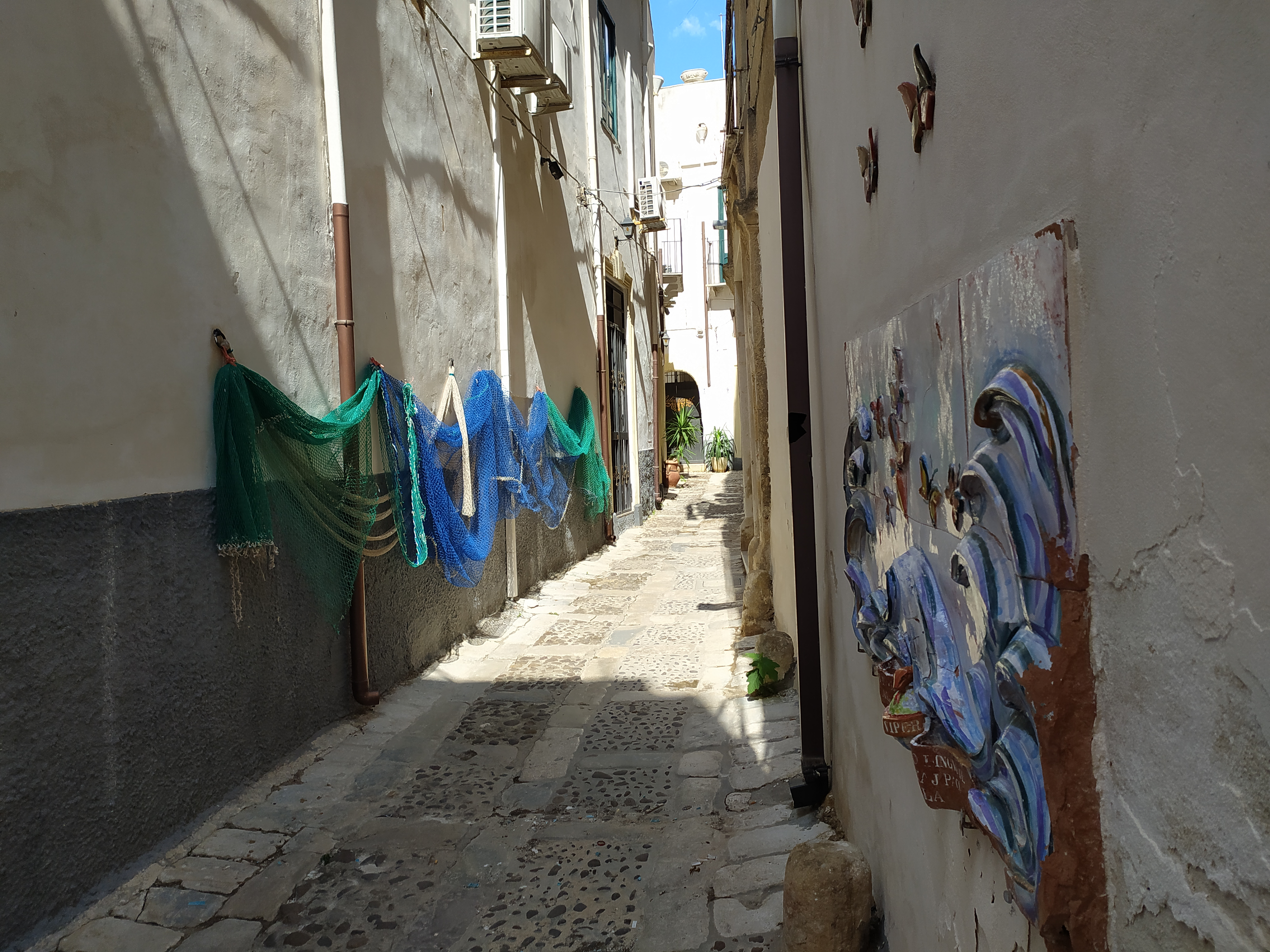
Una via della Casbah di Mazara

L’attuale piazzetta Bagno era in collegamento attraverso la Porta del Fiume, Bab al Wadi, allo scalo sul fiume Mazaro ed era al centro dei quartieri popolari della città, i Rabad. Questi ultimi erano divisi dagli assi viari, detti Shari, dei quali quello allora principale collegava la Porta Palermo, Bab al Balarm, con la Via San Giovanni, in fondo alla quale si trovava la Porta Cartagine.
Nel periodo normanno, successivo a quello arabo, il centro di Mazara ebbe un ulteriore sviluppo. La città fu cinta da mura alte e forti munite di un castello, di cui è rimasta la vestigia dell'Arco normanno. Le moschee furono trasformate in chiese, alcune di queste furono anche ampliate, altre invece furono costruite di sana pianta. Tra le moschee trasformate, oltre a San Nicolò Regale, ci sono anche la chiesa di San Nicola di Bari e la Cattedrale del Santissimo Salvatore. Quest’ultima fu pure ampliata e divenne sede del vescovado. Il primo che sedette sulla cattedra vescovile fu Stefano de Fer, nominato da Ruggero I. Tra le chiese costruite di sana pianta ci furono la chiesa di San Biagio in stile gotico-normanno, ora chiesa di San Francesco, e la chiesa di San Michele costruita nel XII secolo da Giorgio D’Antochia.
Dopo il periodo normanno non si raggiunse più lo splendore degli anni precedenti, tuttavia, anche attraverso donazioni dei cittadini, si costruirono nel corso dei secoli altre chiese. Così oltre a quelle citate, nel centro storico di Mazara si trovano i seguenti luoghi di culto:
- Chiesa di Santa Caterina, nell'omonima piazzetta, fondata nel 1318 e restaurata nel 600;
- Chiesa di San Giuseppe, la cui scalinata signoreggia sull’omonima via;
- Chiesa di San Bartolomeo, ora sconsacrata e sede del museo Mirabilia Urbis;
- Chiesa di Sant’Egidio, in piazza Plebiscito, fondata nel 1424 dall'omonima confraternita, costruita in stile arabo-normanno, ora sede del museo che ospita il Satiro danzante;
- Chiesa di Sant’Ignazio, in piazza Plebiscito, costruita nel 1701, a pianta ovale, crollata nel dicembre del 1933;
- Chiesa del Carmine, nell'omonima via, ex Chiesa della Santissima Annunziata, ora sede dell’aula consiliare;
- Chiesa di Santa Teresa, nell’omonima piazzetta che conserva le reliquie di San Vito Martire patrono di Mazara, e pertanto chiamata anche chiesa di San Vito in urbe;
- Chiesa di San Calcedonio, già di Santa Lucia, nella piazzetta Immacolata, edificata alla fine del XVII secolo;
- Chiesa di Santa Veneranda, nell’omonima piazzetta, interamente ricostruita tra il 1650 e il 1788, è annoverata anche tra quelle costruite in epoca normanna.

Furono costruiti anche i seguenti edifici religiosi:
- il Collegio dei Gesuiti, in piazza Plebiscito, costruito tra il 1675 e il 1695, ex sede del Liceo Classico G.G. Adria ora sede del Centro polivalente;
- il Seminario vescovile, in piazza della Repubblica, costruito nel 1710, ospita anche il Museo Diocesano;
- il Palazzo vescovile, in piazza della Repubblica costruito nel XVI secolo;
- il Convento dei Carmelitani, in via Carmine, fondato nel 1367, ampliato nel 1597, completato nel 1760;
- il Palazzo dei Cavalieri di Malta, in via Carmine, risalente al secolo XVI-XVII, ora sede di uffici comunali.

Tutte queste chiese ed edifici si trovano raggruppati in pochissimo spazio tra la via Carmine, piazza Plebiscito, piazza della Repubblica e via San Giuseppe o nelle immediate vicinanze. Questi edifici caratterizzano la parte del centro storico sviluppatosi nel periodo successivo al periodo arabo-normanno. In fondo alla via San Giuseppe si apriva nelle mura ruggeriane la porta principale della città, Porta Mokarta, che nel periodo medievale veniva chiamata Porta Arrimogatta, poiché il castello da cui prendeva nome era indicato nelle carte Arx Moyharta.  
Tra le tante chiese cristiane vi era anche un edificio di culto non cristiano, nell'attuale piazzetta Sant'Agostino vi era una sinagoga in cui si riuniva la comunità ebrea, sino a quando il re di Sicilia Ferdinando II d'Aragona detto "il Cattolico" cacciò gli ebrei che non si fossero convertiti. La sinagoga, abbandonata dagli ebrei in fuga, fu convertita nel 1496 in chiesa cattolica e intitolata a sant'Agostino.
Sulla via Carmine si trova anche un edificio storico costruito nel 1848, è il teatro Garibaldi, denominato precedentemente "teatro del Popolo" assunse l'attuale denominazione dopo l'unità d'Italia.
Durante l'epoca fascista un tratto del centro storico che va dalla piazzetta Santa Caterina a piazza San Michele, fu demolito per lasciare spazio a due grossi edifici gemelli ospitanti la Scuola elementare femminile e la maschile.
Negli anni settanta, con licenze ottenute precedentemente il 1968, anno di entrata in vigore degli strumenti urbanistici, furono costruiti un certo numero di palazzi alti fino a una decina di piani che hanno modificato notevolmente la fisionomia del centro storico, costituito sino allora dai campanili, dalle cupole delle chiese e dai cornicioni degli edifici religiosi.
Infine in piazza della Repubblica si trova l'edificio che monumentalizza la storia più recente: il palazzo di città, che sorge nel luogo dove un tempo sorgeva il vecchio palazzo pretorio, antica sede della civica amministrazione, realizzato durante l'episcopato di monsignor Giuseppe Stella, tra il 1742 e il 1758. Negli anni venti del XX secolo venne restaurato e realizzato un secondo piano con una torretta per l'orologio. L'edificio in stile d'epoca non era sontuoso ma dignitoso e in armonia architettonica con gli altri edifici della piazza. Il restauro eseguito, però, non fu duraturo e l'edificio continuò a deteriorarsi finché verso la fine degli anni Sessanta si decise di demolirlo e ricostruirne uno nuovo che, tuttavia, non solo si rivelò architettonicamente in contrasto con gli altri edifici della piazza, turbandone l'armonioso equilibrio settecentesco, ma fu sempre criticato dalla cittadinanza per le sue caratteristiche ritenute non idonee.
Date le circostanze, l'artista mazarese Pietro Consagra propose un progetto di rifacimento della facciata il cui plastico è conservato nelle sale del collegio dei Gesuiti dedicate al maestro. Il progetto, pur essendo finanziato dalla Regione, non fu approvato dalla soprintendenza dei beni culturali di Trapani e quindi non fu mai realizzato. Infine, verso il 2015 è stato effettuato un rifacimento della facciata, adeguando i volumi dell'edificio alle proporzioni dell'intera piazza.